# Dynamenopsis angolensis
Dynamenopsis angolensis là một loài chân đều trong họ Sphaeromatidae. Loài này được Kensley miêu tả khoa học năm 1971.